# Arizona Coyotes
Arizona Coyotes (tidligere Phoenix Coyotes) er et professionelt ishockeyhold der spiller i den bedste nordamerikanske række NHL. Klubben spiller sine hjemmekampe i Mullett Arena i Phoenix-forstaden Tempe, Arizona, USA. Klubben har taget sit navn efter prærieulven.

## Historie
Klubben blev stiftet i 1972 i Winnipeg, Manitoba, Canada og var en af de oprindelige klubber i den konkurrerende liga World Hockey Association (WHA). I WHA var man den mest succesrige klub med tre mesterskaber og man var i finalen fem ud af de syv år ligaen eksisterede. Da WHA lukkede i 1979 var man én af fire klubber fra WHA der kom med i NHL. Man var dog ikke i stand til at videreføre succesen i NHL hvor man til dels blev overskygget af Edmonton Oilers, et andet tidligere WHA-hold. Da spiller-lønningerne steg op igennem 1990'erne fik klubben økonomiske problemer og i 1996 blev klubben solgt og flyttede til Phoenix.

## De tidlige år i Phoenix (1996-2005)
Coyotes havde hjemmebane i US Airways Center i Phoenix-forstaden Scottsdale og havde god succes i grundspillet og nåede således i slutspillet 5 af de første 6 år i Phoenix. Anført af spillere som Jeremy Roenick, Keith Tkachuk, Rick Tocchet, Oleg Tverdovsky og den russiske målmand Nikolai Khabibulin havde man dog ikke meget succes i slutspillet og nåede aldrig videre fra slutspillets første runde. I sæsonerne 2002-2003 og 03-04 nåede man ikke med i slutspillet. I 2003 flyttede man til den nuværende hjemmebane i Glendale.

## Gretzky kommer til
I august, 2005, to måneder før NHL startede igen efter at sæsonen 2004-05 ikke blev spillet pga en lockout, blev det oplyst at den tidligere superstjerne i ligaen Wayne Gretzky var blevet udnævnt til klubbens nye træner. Dette trænerskifte har dog endnu ikke medført forbedrede resultater, idet klubben missede slutspillet i Gretzkys to første sæsoner som træner for klubben.

## Nuværende spillertrup
Pr. 8. oktober 2008.
Målmænd
- 30  Ilya Bryzgalov
- 32  Mikael Tellqvist

Backer
- 3  Keith Yandle
- 4  Zbynek Michalek
- 5  Matt Jones
- 21  David Hale
- 44  Kurt Sauer
- 53  Derek Morris – A
- 55  Ed Jovanovski – A

Forwards
- 11  Martin Hanzal
- 12  Olli Jokinen
- 13  Daniel Carcillo
- 16  Brian McGrattan
- 17  Todd Fedoruk
- 18  Enver Lisin
- 19  Shane Doan – C
- 23  Kevin Porter
- 26  Joel Perrault
- 28  Steven Reinprecht
- 34  Daniel Winnik
- 41  Viktor Tikhonov
- 88  Peter Mueller
- 91  Kyle Turris

## Danske spillere
Mikkel Bødker blev draftet af Phoenix som nr. 8 i alt i 2008. Han skrev kort efter en 3-årig entry level kontrakt med Phoenix. Efter gode præstationer i træningskampene inden sæsonens start blev Bødker valgt til NHL-bruttotruppen.

## 'Fredede' numre
- 9 Bobby Hull, LW, 1972-80, nummer fredet af Winnipeg 19. februar, 1989; Hulls #9 blev kortvarigt taget i brug på Bobby Hulls forespørgsel i begyndelsen af 2005-06 sæsonen da Hulls søn Brett spillede for Phoenix. Brett Hull stoppede dog sin karriere efter bare fem kampe for Phoenix.
- 25 Thomas Steen, RW, 1981-95, nummer fredet af Winnipeg 6. maj, 1995
- 99 Wayne Gretzky, nummer fredet i hele NHL 6. februar, 2000

Arizona Coyotes hædrer fortsat tiden i Winnipeg ved at man holder trøjerne for Bobby Hull og Thomas Steen i Winnipeg Jets' farver, blå hvid og rød.